# Shame, Shame, Shame (Shirley & Company)
Shame, Shame, Shame è il primo singolo del gruppo musicale disco Shirley & Company, pubblicato nel 1974. Venne riedito nell'unico album del gruppo Disco Dynamite! del 1975.

## Descrizione
Scritta e prodotta da Sylvia Robinson, Shame, Shame, Shame è l'unico grande successo delle Shirley & Company e ha conferito loro lo status di meteora. Secondo quanto affermano Andrea Angeli Bufalini e Giovanni Savastano nel loro La storia della disco music, «all'inizio la disco era timida: batteva più sul charleston che la grancassa, confondendosi a volte con il soul/R&B dei primi '70. Così era costruita Shame, Shame, Shame, registrata nel '74 dalle Shirley & Company, che tuttavia aveva qualcosa di diverso: melodia e canto erano al servizio del ritmo, non viceversa».

## Classifiche
Shame, Shame, Shame fu uno dei primi grandi successi disco. Si inserì in varie classifiche di tutto il mondo, sostando per una settimana alla prima posizione di quella soul statunitense per una settimana e per quattro settimane alla numero uno di quella disco/dance.

## Cover
Il brano è stato reinciso da svariati artisti nel corso degli anni; la versione più nota è stata quella incisa da Linda Fields & The Funky Boys, che spesso viene erroneamente riconosciuta come versione originale, nel 1975. In seguito, gli stessi artisti hanno ripubblicato la canzone in versione EP nel 1983.
Altre cover importanti sono state quelle di Henri Salvador, che ha pubblicato una versione in lingua francese intitolata J'aime tes g'noux, della cantante polacca Izabella Scorupco, che ne fece un suo successo europeo nel 1992 e che era contenuta nell'album Iza pubblicato l'anno precedente, e nello stesso anno quella di Sinitta.
In Italia, il brano è stato reinciso da Beatrice Magnanensi e Letizia Mezzanotte per la trasmissione televisiva di Italia 1 Non è la RAI, durante il quale è stato interpretato da Barbara Lelli e Letizia Catinari e incluso nella compilation Non è la Rai, uscita nel gennaio 1993.